# Universität von Malawi
Die Universität Malawi (englisch University of Malawi, Abkürzung: UNIMA) wurde als erste Universität des südafrikanischen Staates Malawi nach dessen Unabhängigkeitserklärung gegründet. Ihr Sitz befindet sich in der ehemaligen Hauptstadt Zomba.

## Geschichte
Mit der Gründung im Jahre 1964 begannen die Vorbereitungen für den künftigen Lehrbetrieb in der bisherigen Asian Secondary School in Blantyre. Die ersten Unterrichtsveranstaltungen begannen am 29. September 1965 mit 90 Studenten. Im Jahre 1967 wurden das Institute of Public Administration von Mpemba, in Blantyre das Soche Hill College of Education und das Polytechnic sowie in Lilongwe das Bunda College of Agriculture der Universität zugeordnet. Außer dem Bunda College of Agriculture und dem Polytechnic verlegte man 1973 die anderen Einrichtungen nach Zomba und diese bildeten von nun an den Chancellor-College-Campus. Vor Errichtung der Universität konnten studierwillige Personen, die in diesem britischen Kolonialgebiet lebten, sich zur Aufnahme eines Hochschulstudiums nur an eine ausländische Einrichtung wenden. Die wichtigsten Zielländer waren dabei Großbritannien, Kanada und die USA.

## Universitätsstruktur
Sie setzt sich aus vier Colleges zusammen, die auf Zomba, Blantyre und Lilongwe verteilt sind.
- Chancellor College in Zomba[5]
- Kamuzu College of Nursing (KCN) in Lilongwe – vormals die National School of Nursing und eröffnet 1965, seit 1979 Teil der UNIMA[6]
- The Polytechnic in Blantyre, seit 1967 Teil der UNIMA[7]
- College of Medicine in Blantyre, eröffnet im September 1991[8]

Die Universität hatte 2007 insgesamt 6257 Studenten, im Studienjahr 2011–2012 waren es 7370 Studenten.
ehemalige Einrichtung
- Bunda College of Agriculture in Lilongwe

Diese bereits seit 1964 auf Initiative des Nyasaland Department of Agriculture in Betrieb gegangene Bildungseinrichtung wurde im Januar 1967 in die University of Malawi integriert. Auf Basis einer Gesetzgebung (Act. No. 9 of Parliament vom 1. Juli 2011) wurde das College mit Wirkung vom 1. Juli 2012 von der Universität abgetrennt und bildete nun die Kerninstitution für die damit neu gegründete Lilongwe University of Agriculture and Natural Resources (LUANAR).

## Galerie

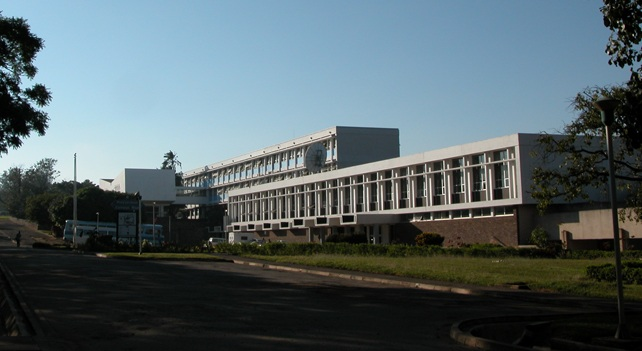
Anlage der Polytechnic in Blantyre
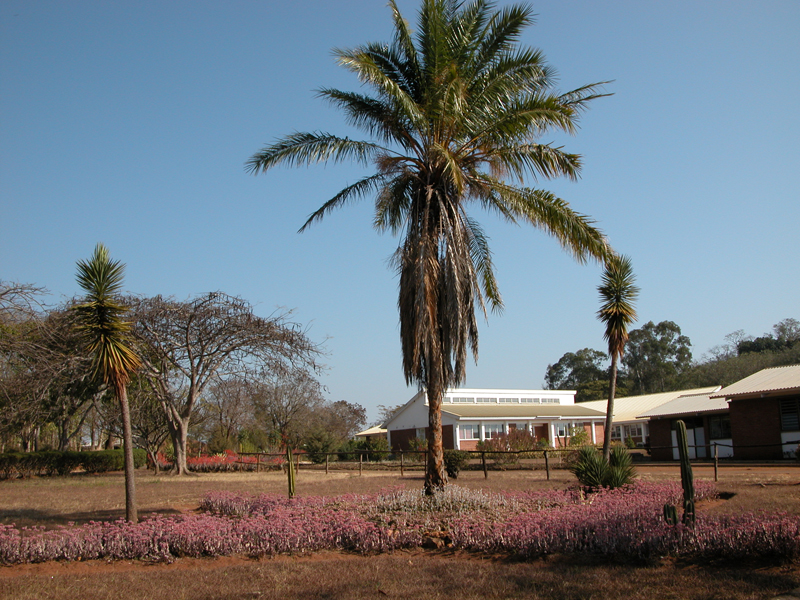
Anlage des Bunda College of Agriculture nahe Lilongwe
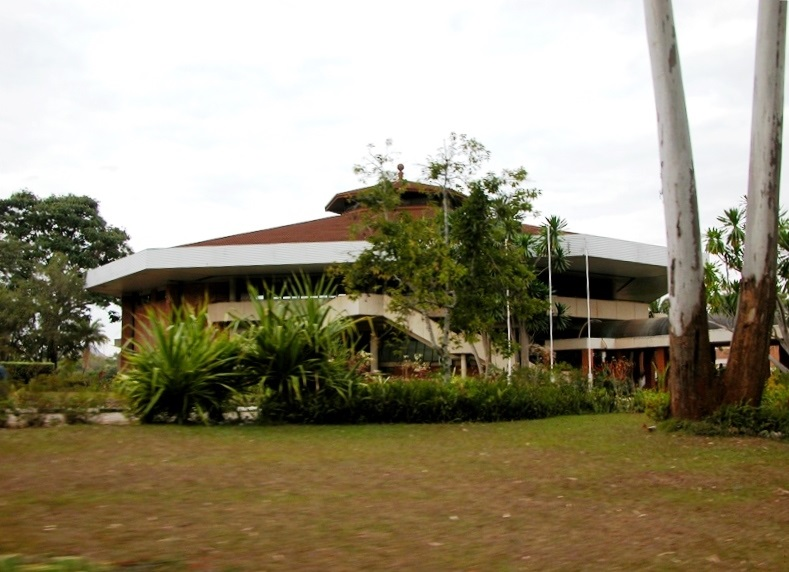
Hauptgebäude des Chancellor College in Zomba